# Airlock (gruppo musicale)
Gli Airlock sono un gruppo musicale belga formatosi nel novembre 1997. La loro musica è stata utilizzata in alcune popolari serie TV: CSI: Crime Scene Investigation e CSI: Miami.
I membri erano Renaud Charlier, Ernst W. Meinrath and Pierre Mussche.
Dopo l'album The room, Ernst W. Meinrath ha abbandonato il gruppo per continuare a fare colonne sonore. Ha realizzato la colonna sonora di Artefacts/The Ommegang.

## Discografia
- Drystar - 2002
- Symptomatic - 2004
- The Long Journey Home - 2005
- The Room - 2006